# Drugi gabinet Johna Gortona
Drugi gabinet Johna Gortona – czterdziesty szósty gabinet federalny Australii, urzędujący od 12 listopada 1969 do 10 marca 1971. Był dwunastym z rzędu gabinetem koalicyjnym Liberalnej Partia Australii (LPA) i Partii Wiejskiej (CP).

## Okoliczności powstania i dymisji
Gabinet powstał po wyborach parlamentarnych z października 1969, w których rządząca nieprzerwanie od 1949 roku koalicja LPA-CP zdołała utrzymać większość w Izbie Reprezentantów, choć poniosła duże straty. W marcu 1971 w LPA doszło do wewnętrznego przesilenia, spowodowanego spadającym szybko społecznym poparciem. Na forum klubu parlamentarnego tej partii, mającego prawo wyboru lidera federalnego, odbyło się głosowanie nad wotum zaufania dla Gortona. Choć padł w nim remis, premier uznał go taki wynik za osobistą porażkę i podał się do dymisji. Nowym przywódcą liberałów, a co za tym idzie również szefem rządu federalnego, został William McMahon, który utworzył następnie swój gabinet.

## Skład
| stanowisko                                                  | osoba                                              | partia | od                | do            |
| ----------------------------------------------------------- | -------------------------------------------------- | ------ | ----------------- | ------------- |
| premier                                                     | John Gorton                                        | LPA    | 12 listopada 1969 | 10 marca 1971 |
| wicepremier                                                 | John McEwen                                        | CP     | 12 listopada 1969 | 5 lutego 1971 |
| wicepremier                                                 | Doug Anthony                                       | CP     | 5 lutego 1971     | 10 marca 1971 |
| minister handlu i przemysłu                                 | John McEwen                                        | CP     | 12 listopada 1969 | 5 lutego 1971 |
| minister handlu i przemysłu                                 | Doug Athony                                        | CP     | 5 lutego 1971     | 10 marca 1971 |
| minister spraw zagranicznych                                | William McMahon                                    | LPA    | 12 listopada 1969 | 10 marca 1971 |
| minister przemysłu podstawowego                             | Doug Anthony                                       | CP     | 12 listopada 1969 | 5 lutego 1971 |
| minister przemysłu podstawowego                             | Ian Sinclair                                       | CP     | 5 lutego 1971     | 10 marca 1971 |
| minister poczty                                             | Alan Hulme                                         | LPA    | 12 listopada 1969 | 10 marca 1971 |
| wiceprzewodniczący Federalnej Rady Wykonawczej              | Alan Hulme                                         | LPA    | 12 listopada 1969 | 10 marca 1971 |
| minister skarbu                                             | Leslie Bury                                        | LPA    | 12 listopada 1969 | 10 marca 1971 |
| minister zaopatrzenia                                       | Ken Andreson                                       | LPA    | 12 listopada 1969 | 10 marca 1971 |
| minister obrony                                             | Malcolm Fraser                                     | LPA    | 12 listopada 1969 | 8 marca 1971  |
| minister rozwoju narodowego                                 | Reginald Swartz                                    | LPA    | 12 listopada 1969 | 10 marca 1971 |
| minister pracy i służby zasadniczej                         | Billy Snedden                                      | LPA    | 12 listopada 1969 | 10 marca 1971 |
| minister edukacji i nauki                                   | Nigel Bowen                                        | LPA    | 12 listopada 1969 | 10 marca 1971 |
| minister spraw wewnętrznych                                 | Peter Nixon                                        | CP     | 12 listopada 1969 | 5 lutego 1971 |
| minister spraw wewnętrznych                                 | Od 5.02.1971 stanowisko przeniesione poza gabinet. |        |                   |               |
| minister żeglugi i transportu                               | Ian Sinclair                                       | CP     | 12 listopada 1969 | 5 lutego 1971 |
| minister żeglugi i transportu                               | Peter Nixon                                        | CP     | 5 lutego 1971     | 10 marca 1971 |
| wiceminister handlu i przemysłu (w randze członka gabinetu) | Ian Sinclair                                       | CP     | 12 listopada 1969 | 5 lutego 1971 |